# Cilento

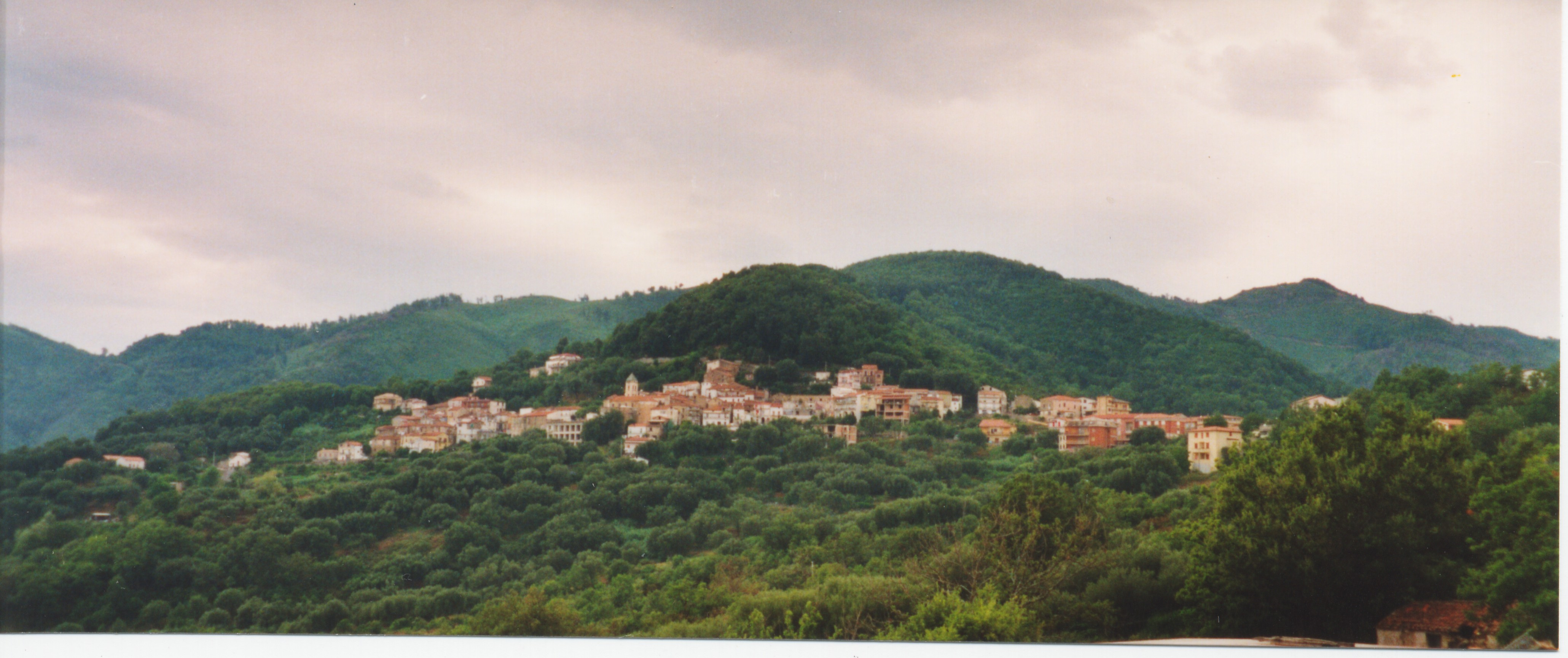
Panorama de San Mauro la Bruca

Cilento é um sub-região montanhosa da região da Campânia (Itália) que se estende como uma península entre os golfos de Salerno e de Policastro, na zona meridional da região. 

## Municípios
- Agropoli
- Albanella
- Alfano
- Altavilla Silentina
- Aquara
- Ascea
- Atena Lucana
- Auletta
- Bellosguardo
- Buonabitacolo
- Caggiano
- Camerota
- Campora
- Cannalonga
- Capaccio-Paestum
- Casalbuono
- Casal Velino
- Casaletto Spartano
- Caselle in Pittari
- Castelcivita
- Castellabate
- Castelnuovo Cilento
- Castelnuovo di Conza
- Castel San Lorenzo
- Celle di Bulgheria
- Centola
- Ceraso
- Cicerale
- Controne
- Corleto Monforte
- Cuccaro Vetere
- Felitto
- Futani
- Gioi
- Giungano
- Ispani
- Laureana Cilento
- Laurino
- Laurito
- Lustra
- Magliano Vetere
- Moio della Civitella
- Montano Antilia
- Monte San Giacomo
- Montecorice
- Monteforte Cilento
- Montesano sulla Marcellana
- Morigerati
- Novi Velia
- Ogliastro Cilento
- Omignano
- Orria
- Ottati
- Padula
- Perdifumo
- Perito
- Pertosa
- Petina
- Piaggine
- Pisciotta
- Polla
- Pollica
- Postiglione
- Prignano Cilento
- Roccadaspide
- Roccagloriosa
- Rofrano
- Roscigno
- Rutino
- Sacco
- Sala Consilina
- Salento
- Salvitelle
- San Mauro Cilento
- San Mauro la Bruca
- San Giovanni a Piro
- San Rufo
- Sant'Angelo a Fasanella
- Sant'Arsenio
- Santa Marina
- Serramezzana
- Sessa Cilento
- Sicignano degli Alburni
- Stella Cilento
- Sanza
- Sapri
- Sassano
- Serre
- Stio
- Teggiano
- Torchiara
- Torraca
- Torre Orsaia
- Tortorella
- Trentinara
- Valle dell'Angelo
- Vallo della Lucania (centro mais importante)
- Vibonati